# Ясининичі
Ясини́ничі — село в Україні, в Рівненському районі Рівненської області. Населення становить 398 осіб. Належить до Дядьковицької сільської громади.

## Історія
Перші вісті про Ясениничі (Ясининичі) дає 1545 року акт, де називається «городня Яцка Ясенинского с Ясенинич» при Луцькому замкові. Два роки опісля виринає свідчення, за яким цей же Ясенинський платить від «Ясенинич» («Ясеневич») за 20 «димів» і 5 городів, отримує право на дорожнє мито. У 1569 році за указом короля зобов’язано дворян Волині присягнути на вірність Річпосполитій. Серед таких числиться і «Мартин Ясениницкий з Ясенинич». Восени цього ж року «подданьїе Ясенинич» отримали наказ волосної управа провести якісні шальваркові роботи, оновити греблі. Грамота 1595 року підтверджує визначену границю земель Пересопницького монастиря. Вона серед іншого проходить долиною, «мимо которой идет дорожка от Бронник до Ясенинич». На той час село мало 68 дворів. Поземельний акт 1603 року називає Ясениничі «Ясеневичи» як маєтність Олени Чарторийської, яка платила від них за 25 «димів». Роком пізніше обарівський «врядник» звинувачує «ясеневицких подданьїх» за руйнування межових знаків, вирубування надшляхових дерев. У скарзі Юрія Липецького від 1705 року описуються «различньїе насилия в имении Ясениничах» від підданих Данила Боженця Єловицького. У 1889 році «с. Ясениничи при рч. Усте, волости Дядьковичской» мало 97 дворів, 727 прихожан, 14 з них римо-католиків. На той час діяла дерев’яна церква Святого Пророка Іллі, побудована у 1783 році на кошти селян і місцевого священика. При ній була дерев’яна дзвіниця в два яруси 1803 року (дзвонів 3). Навколо церкви у 1885 році побудована різьблена, прекрасної роботи дубова огорожа. У церкві зберігалися копії метричних книг з 1778 року. Місцеві довідники адміністрування чомусь іменують село Яси ниничі, тобто всупереч традиції замінюють кореневе «е» на «и». Це не мотивується ні етимологією назви, ні спорідненим рядом типу Ясенів, Ясенівка, Ясени, Ясениця, Ясень, Ясенове. Існують, правда, і формування з «и» (Ясина, Ясинець, Ясинове, Ясиновичі), але вони належать до іншого етимологічного ряду. Назва Ясениничі, пов’язані найменням Ясен. Існує польське Ясень (Ясен), вироблене з імені Ярослав, де «ясен» виражав ідею «світлий», «праведний». Можливо Ясен безпосереднє відбиття короткого якісного прикметника «ясний» прямого чи переносного значення. Народне осмислення назви Ясениничі різне. В одних версіях утверджується зв’язок із засновником села Ясениничом, що при був сюди з Ясенця на Житомирщині. В інших обстоюється єдність з поняттям «осада на місці ясенового гаю». У Ясениничах засвідчено багато іменованих місць: Громадська гора - «висотне поле, належне колись громаді»; Курган - «старовинний могильник»; Підзамкове - «поле в околиці бувшого зам ку»; Морги - «наділи орної землі розміром 0,56 га»; На джерелах - «ниви неподалік джерел»; Пасіка - «місце, де була громадська пасіка»; Свобідне - «давнє некультивоване угіддя»; Чорне поле - «пасмо чорноземного ґрунту»; Підкошарне - «поле неподалік тваринної кошари»; Кар’єр, або Глинки - «місце, де беруть гли ну»; Грабина - «орний ґрунт на місці грабового лісу»; Омелянські придатки - «додаткові наділи землі під селом Омеляною»; Око - «поле за формою ока»; Грибник - «яр, де збирали гриби»; Загумен - «городи біля присадибних господарських забудов»; Підгай - «поле коло гаю»; Підліски - «орні ґрунти навколо ліщинового гаю»; Динежин луг - «сінокіс на маєтності Динеги»; Ольжина лепеха - «болото в заростях лепехи, належне колись Ользі»; Ставище - «околиця бувшого ставу»; Трясовина - «надрічкове трясовинне болото»; Нагірське - «поле на горбах»; Мокрий луг - «осушене пасовисько»; Сосонка - «луг, де масово росте трава сосонка»; Завецький горб - «висотне поле на маєтності Завецького»; Цегельня - «дільниця-куток біля цегельні»; Якубівка - «хутір, оснований Якубом»; Дит’ясла - «куток, де розміщені дитячі ясла»; Завецьке - «поле на маєтності Завецького»; Коло соші - «болото над центральною дорогою у напрямку Верхівська»; За Устею - «осушені мокроти за річкою Устею». Уже забуте ім’я річки Омелянки - Настя є, гадають, наслідком взаємодії назв околишніх водних артерій типу Устя, Люба.

## Населення

### Мова
Розподіл населення за рідною мовою за даними перепису 2001 року:
| Мова       | Кількість | Відсоток |
| ---------- | --------- | -------- |
| українська | 393       | 98.74%   |
| російська  | 5         | 1.26%    |
| Усього     | 398       | 100%     |

## Географія
Селом протікає річка Устя.

## Відомі люди

### Народились
- Ковтунець Володимир Віталійович — український політик, перший заступник міністра освіти і науки (22 липня 2016), народний депутат України 2-го скликання. Кандидат фізико-математичних наук (з 1982), доцент (з 1986). Член НРУ.